# Нагатінський Затон (станція метро)
55°41′04″ пн. ш. 37°42′13″ сх. д. / 55.68444° пн. ш. 37.70361° сх. д.
«Нагатінський Затон» (рос. Кленовый бульвар) — проміжна станція Великої кільцевої лінії Московського метрополітену. 
Розташована в районі Нагатінський Затон (ПівдАО). 
Відкрито 1 березня 2023 року у складі дистанції «Каховська»  — «Нижньогородська» під час церемонії повного замикання Великої кільцевої лінії 

## Технічна характеристика
Конструкція станції — колонна станція мілкого закладення із двома прямими береговими платформами.

## Колійний розвиток
Станція без колійного розвитку.

## Пересадки
- А: с811, 824, с856, 888, 888к

## Оздоблення
Основна ідея проекту – представити станцію у вигляді музею, присвяченого мешканцям річок Москви та зокрема Нагатинського затона. 
За задумом авторів, великі реалістичні зображення риб, виконані з натурального каменю в техніці «флорентійської мозаїки», прикрасили стіни платформних залів, ставши головним акцентом, що формує унікальний образ станції.
В інтер'єрах станції використані матеріали: алюмінієві композитні стельові панелі білого кольору, поліровані підлогові плити з натурального граніту. 
В облицюванні стін використано керамічний граніт породи габро білого кольору.
Основні декоративні елементи станції - панно «Карась», «Бичок», «Ротань», «Головень», «Щука», «Верховодка», «Налим», «Окунь», «Судак», «Плотва», «Пуголовок» та «Лящ» — виконані в мозаїчній техніці з натурального каменю та смальти. 
Вестибюль станції прикрашають мініатюрні зображення риб, виконані за допомогою фрезерування мармуром, заповнені фарбою 
.
Павільйон станції має фасади з ударостійкого скла, стіни спуску виконані з натурального граніту, а стеля - з фібробетонних панелей з облицюванням, що імітує луску риб.
| Попередня станція | Лінія | Лінія                 | Лінія | Наступна станція |
| ----------------- | ----- | --------------------- | ----- | ---------------- |
| Кленовий бульвар  |       | Велика кільцева лінія |       | Печатники        |